# Conseiller scientifique en chef du Gouvernement britannique
Le conseiller scientifique en chef du Gouvernement britannique (ou GCSA) est le conseiller personnel travaillant sur les activités et les politiques du Premier ministre et de son cabinet dans le domaine des sciences et de la technologie. Il est à la tête de l'Office gouvernemental pour la science (en).
À partir de 2011, chaque ministère britannique a son propre conseiller scientifique en chef du ministère (CSA). Le ministère de la santé a un scientifique en chef en plus de son conseiller scientifique en chef. Le conseiller scientifique en chef du Gouvernement britannique est présent en tant que président du groupe consultatif scientifique du Royaume-Uni pour les urgences.

## Liste des conseillers scientifiques en chef du Gouvernement britannique
- Sir Solly Zuckerman (1964–1971)
- Sir Alan Cottrell (1971–1974)
- Dr Robert Press (1974–1976)
- Dr John Ashworth (1977–1981)
- Sir Robin Nicholson (1982–1985)
- Sir John Fairclough (1986–1990)
- Sir William Stewart (1990–1995)
- Sir Robert May (1995–2000)
- Sir David King (2000–2008)
- Sir John Beddington (2008–2013)
- Sir Mark Walport (2013-2017)
- Pr Chris Whitty (interim) (2017-2018)
- Sir Patrick Vallance (2018-présent)